# Красносельский, Вадим Николаевич
Вади́м Никола́евич Красносе́льский (молд.  / рум. Вадим Николаэвич Красносельски / Vadim Nicolaevici Krasnoselski, укр. Вадим Миколайович Красносельський; род. 14 апреля 1970, Даурия, Борзинский район, Читинская область, РСФСР, СССР) — приднестровский государственный и политический деятель. Действующий президент непризнанной Приднестровской Молдавской Республики с 16 декабря 2016. Председатель Верховного Совета Приднестровской Молдавской Республики (23 декабря 2015 — 12 декабря 2016). Генерал-майор милиции.

## Детство и юность
Родился 14 апреля 1970 года в посёлке Даурия Борзинского района (ныне — Забайкальский район) Читинской области, в семье военнослужащего. По национальности — русский. В 1978 году вместе с семьёй переехал в Бендеры, где в 1987 году окончил среднюю школу № 3 (сейчас гимназия № 1).
Отец — Красносельский Николай Васильевич (1939—2016). Мать — Красносельская Антонина Григорьевна (род. 1945).
В детские годы Вадим Красносельский посещал музыкальную школу.
Под руководством заслуженного тренера МССР Н. А. Туфанюка занимался академической греблей и выполнил нормативы на разряд «Кандидат в мастера спорта СССР».

## Карьера до президентства

### В органах внутренних дел
В 1993 году окончил с отличием Харьковское высшее военное командно-инженерное училище, отказался давать присягу независимой Украине, после чего поступил на службу в органы внутренних дел Приднестровья. Начал с должности старшего инженера группы оперативной связи спецтехники Бендерского ГОВД, затем был переведён на должность оперуполномоченного ОБЭП Бендерского ГОВД, с 1994 года — старший оперуполномоченный ОБЭП Бендерского ГОВД.
С 1998 по 2000 год — заместитель начальника ОБЭП Бендерского ГОВД, а c 2000 по 2003 год — заместитель начальника ОБЭП в центральном аппарате МВД ПМР.
В 2002 году окончил юридический факультет Приднестровского государственного университета имени Т. Шевченко.
С 10 сентября 2003 года — начальник Бендерского ГОВД (позднее УВД города Бендеры).
С 3 ноября 2006 года — первый заместитель министра внутренних дел ПМР по 10 января 2007 года.
10 января 2007 года указом президента ПМР Игоря Смирнова был назначен на должность министра внутренних дел ПМР. В январе 2007 года было присвоено специальное звание полковника милиции, а в ноябре 2008 года — генерал-майора милиции.
27 февраля 2012 года был освобождён от должности министра внутренних дел ПМР избранным и вступившим в должность президентом ПМР Евгением Шевчуком.
Европейский союз запретил В. Н. Красносельскому въезд на свою территорию.

### В частных структурах
С февраля 2012 по ноябрь 2015 года работал в должности советника председателя Совета директоров СЗАО «Интерднестрком».

### Председатель Верховного Совета
По результатам парламентских выборов в декабре 2015 года был избран депутатом Верховного совета ПМР VI созыва по 7 одномандатному избирательному округу (город Бендеры). 23 декабря был избран председателем Верховного Совета ПМР.
За год работы на посту спикера приднестровского парламента составил серьёзную конкуренцию и обеспечил политическое противостояние непопулярному курсу действующего президента Евгения Шевчука.

### Президентские выборы (2016)
21 сентября 2016 года объявил о намерении участвовать в президентских выборах. 23 сентября решением ЦИК ПМР был зарегистрирован в качестве кандидата на должность президента ПМР. В ходе предвыборной кампании Красносельский обещал поставлять бесплатный газ пенсионерам, предоставить им право бесплатного проезда всеми видами общественного транспорта, создать 15 тысяч новых рабочих мест. Его кандидатура была поддержана российским политиком Владимиром Жириновским и другими депутатами Государственной Думы РФ. По внешнеполитическим вопросам отвергал какую-либо реинтеграцию с Молдавией (план реинтеграции региона в Молдавию, предложенный Западом, и план федерализации Молдавии с Приднестровьем, предложенный президентом Молдавии Игорем Додоном). Сами выборы проходили в напряжённой обстановке, сопровождаемой персональными угрозами со стороны действовавшего на то время президента Шевчука, из-за чего самопровозглашённое государство был вынужден посетить курирующий этот вопрос в РФ вице-премьер Дмитрий Рогозин.

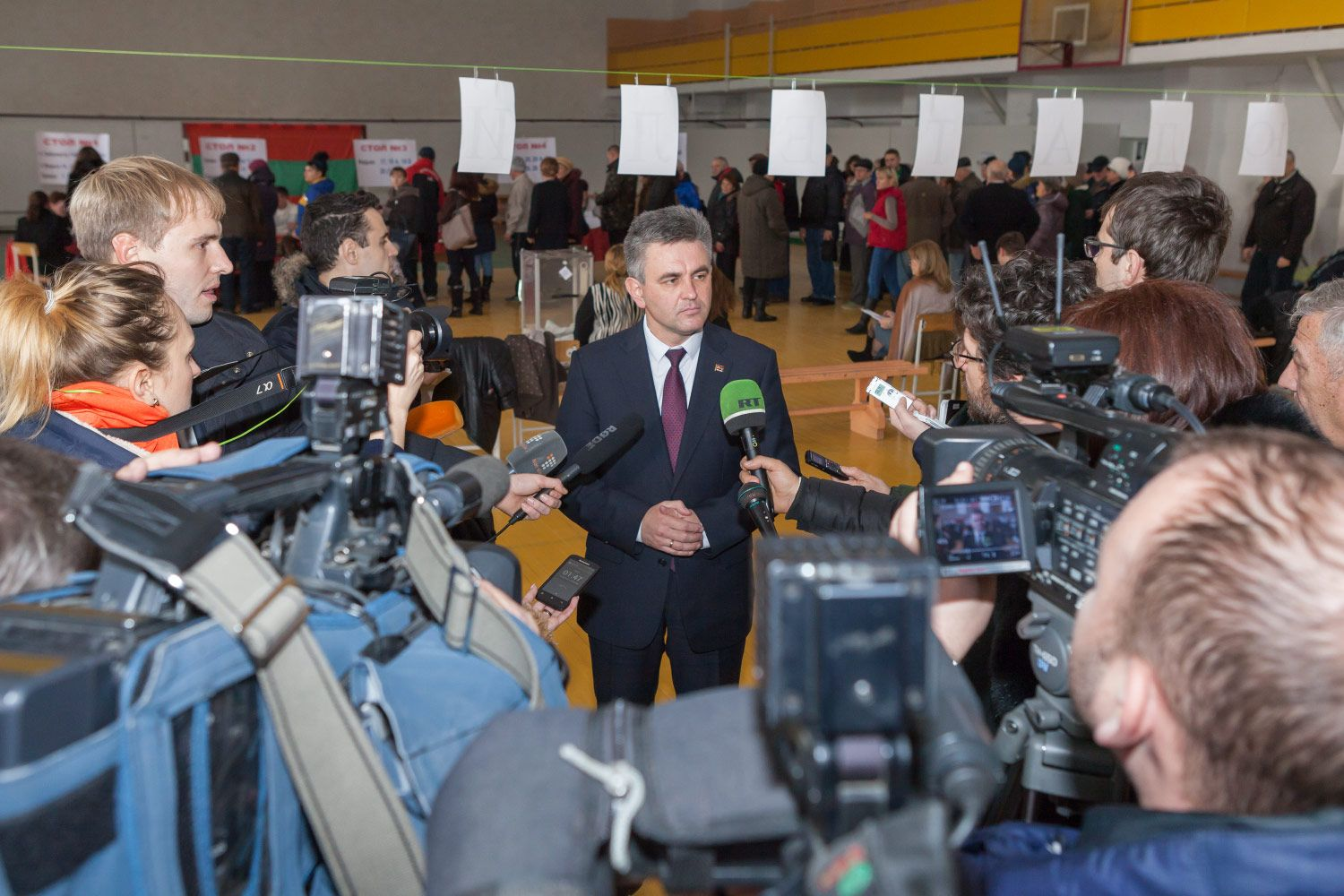
Вадим Красносельский даёт комментарий СМИ в День выборов. 11 декабря 2016 года

8 октября 2016 года в Верховном Совете ПМР между депутатским корпусом и президентом Евгением Шевчуком произошёл конфликт, вследствие которого последний покинул пленарное заседание. Вечером того же дня на государственном «Первом Приднестровском» телеканале состоялись дебаты между президентом ПМР Евгением Шевчуком и председателем Верховного Совета Вадимом Красносельским. Последний покинул прямой эфир, завершив своё выступление словами: «Вор должен сидеть в тюрьме. Честь имею!»
11 декабря 2016 года по результатам выборов был всенародно избран президентом ПМР, одержав победу в первом туре над действующим президентом Евгением Шевчуком и набрав 62,3 % голосов избирателей (157 410 человек). 12 декабря ЦИК ПМР вручил В. Н. Красносельскому удостоверение об избрании.
14 декабря 2016 года в связи с избранием на должность президента ПМР досрочно сложил с себя полномочия председателя Верховного Совета ПМР и статус депутата.

## Деятельность на посту президента
16 декабря 2016 года на торжественном мероприятии, проводимом в Приднестровском государственном театре драмы и комедии имени Н. С. Аронецкой, вступил в должность президента ПМР.
27 апреля 2017 года подписал закон об использовании флага России на территории Приднестровья наравне с государственным флагом.
12 декабря 2018 года Вадим Красносельский утвердил стратегию развития Приднестровья на 2019—2026 годы. Инициатором выступил он сам.
16 марта 2020 года, в связи с распространением в мире и соседних государствах коронавируса COVID-19, своим указом на территории Приднестровья ввёл чрезвычайное положение.

### Внутренняя политика

#### Военная реформа
С 2017 года в Вооружённых силах Приднестровья был проведён ряд преобразований. Во-первых, служба в армии переведена на режим «рабочего дня». Военнослужащий приходит на место службы утром и уходит вечером. Так удалось сократить до единичных случаев дедовщину и самовольное оставление солдатами частей. Во-вторых, на время службы в армии учащиеся высших учебных заведений переводятся на заочную форму обучения, тем самым обеспечивается непрерывность учебного процесса. На время сдачи сессий срочники получают увольнительные. В-третьих, проведено техническое обновление воинских частей: от новой формы до ремонта уже существующих и строительства новых казарм.

#### Борьба с COVID-19

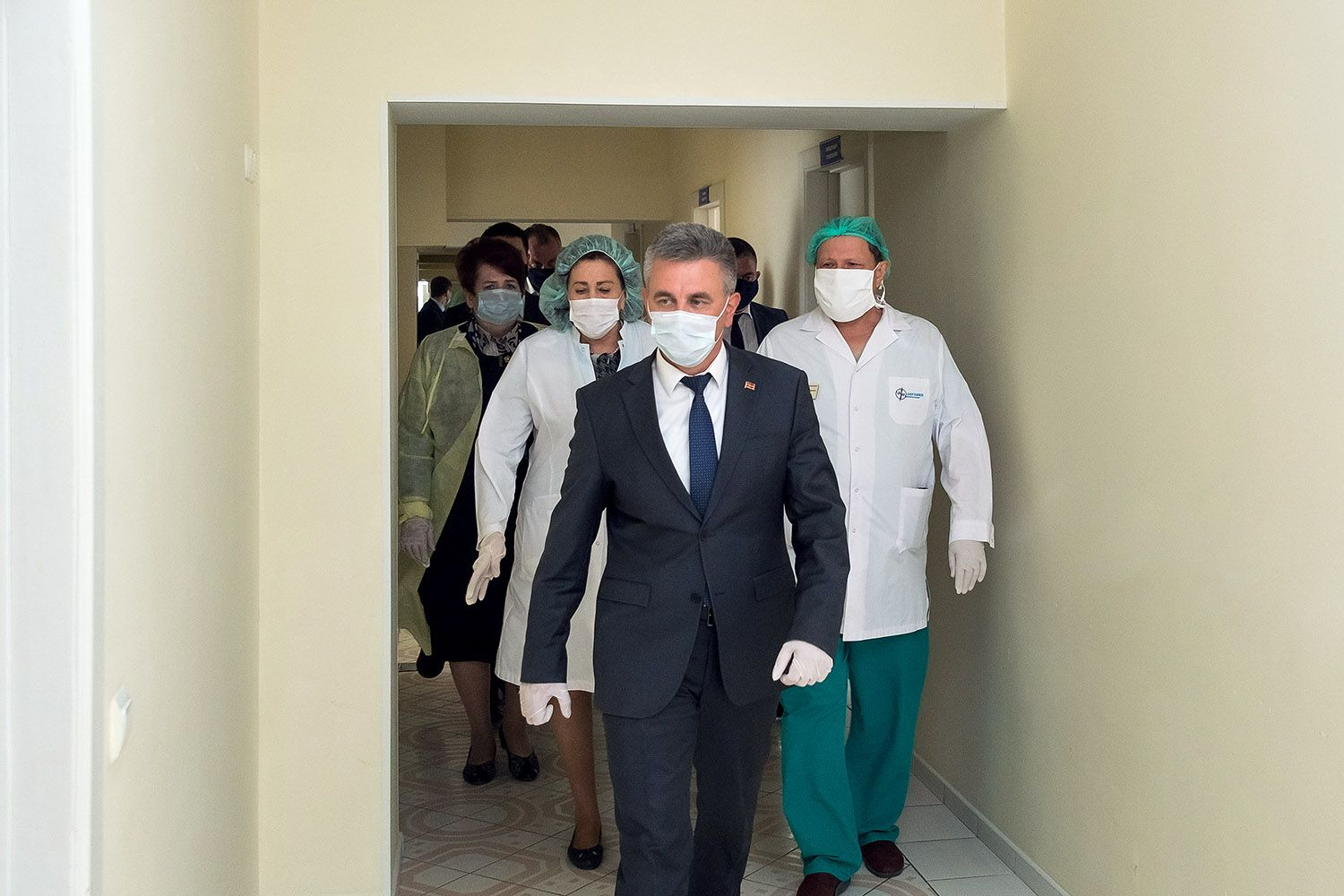
Вадим Красносельский проводит инспекцию в столичных медицинских учреждениях во время распространения пандемии COVID-19

31 января 2020 года указом президента был запрещён въезд в Приднестровье граждан КНР, а также стран и регионов, где были зафиксированы вспышки COVID-19. 2 марта Вадим Красносельский создал Оперативный штаб по профилактике и предотвращению вирусной инфекции. 12 марта в Приднестровье был введён карантин.
16 марта глава государства вводит в Приднестровье режим чрезвычайного положения, продлившийся до 15 июня.
14 марта 2021 года Вадим Красносельский отметил особое место COVID-19 в религиозной жизни общества.

Ко всем искушениям настоящего времени ниспослано нам поветрие мирового вируса COVID-19 в наказание за грехи человечества.
22 марта 2021 года глава государства объявил о начале третьей волны COVID-19 в Приднестровье.
26 марта Вадим Красносельский, учитывая эпидемиологическую ситуацию, отменил проведение ЕГЭ в 2021 году.
24 апреля глава государства лично встретил первый транш российской гуманитарной помощи: 62 000 доз вакцины «Спутник V». Партия российской вакцины прибыла в сопровождении депутата Государственной Думы Российской Федерации Артема Турова.
Во время рабочего визита в Москву в ноябре 2021 года в интервью российским СМИ подверг критике введение систему QR-кодов и связанных с ними ограничений. Вадим Красносельский также заявил, что в Приднестровье нет планов вводить ограничительные меры в виде QR-кодов.

#### Борьба с паводками летом 2020 года
В июне 2020 года из-за большого выпадения осадков в верховьях Днестра под угрозой подтопления оказались Каменский, Рыбницкий и Слободзейский районы. Для предотвращения угрозы подтопления главой Приднестровья был издан указ о создании Оперативного штаба по предотвращению угрозы возникновения паводков. 24 июня на Дубоссарской ГЭС под руководством президента состоялось первое заседание Оперативного штаба. В августе уровень воды в реке Днестр восстановился, от наводнения пострадали несколько сёл.

#### Озеленение и благоустройство городов

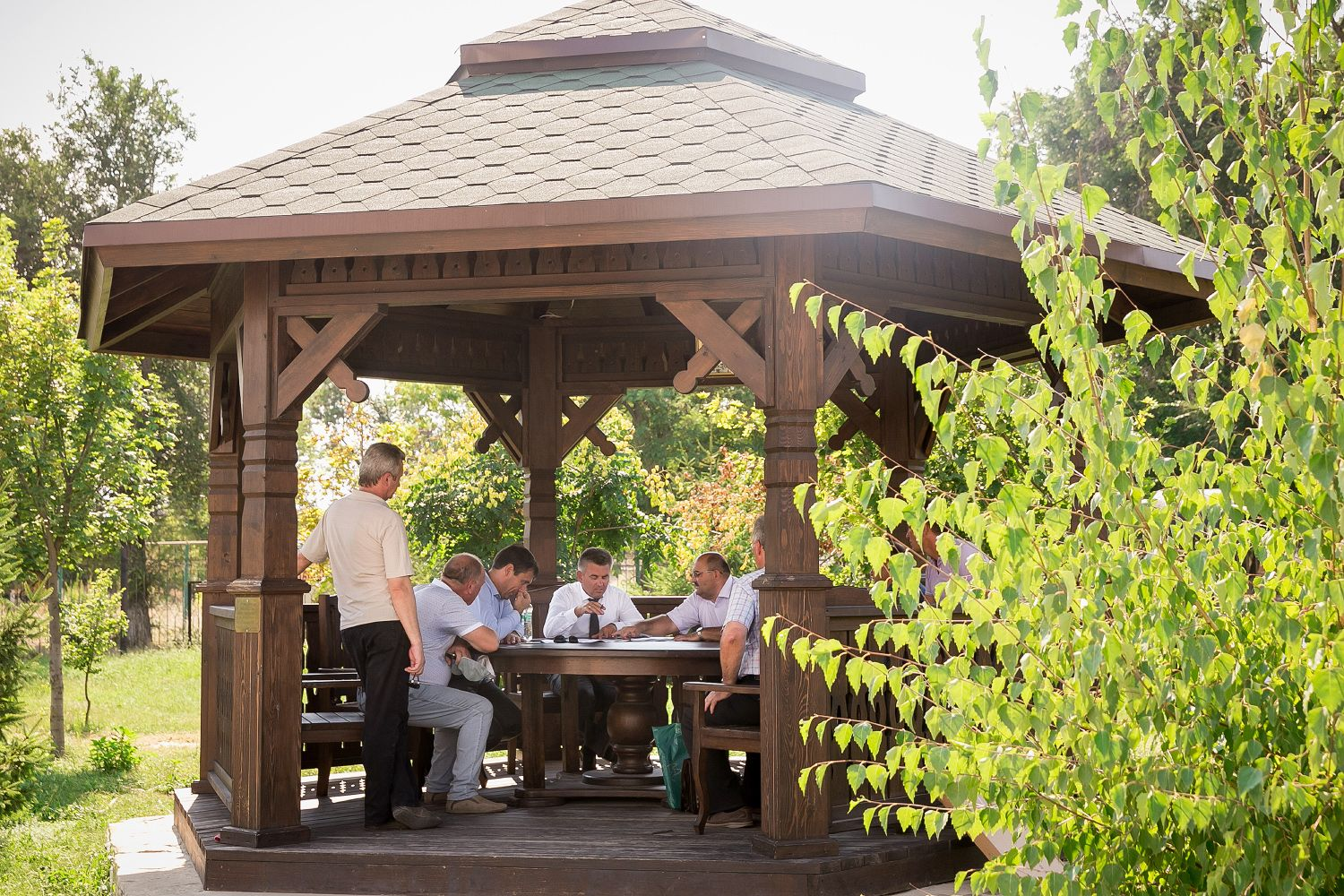
Вадим Красносельский в Царской беседке в сквере им. Императора Николая II обсуждает ход работ по возведению Александро-Невского парка на территории Бендерской крепости

Вадим Красносельский проводит активную политику озеленения и благоустройства городов, прежде всего созданием новых и реконструкцией уже имеющихся скверов, парков и зон отдыха.

Наша задача ликвидировать все пустыри в населенных пунктах абсолютно осуществима… Постепенно, за несколько лет нам удастся решить проблему пустырей, стихийных свалок, и на их месте появится парковая инфраструктура, комфортная для приднестровцев и туристов.
Строительство новых и обновлению уже имеющихся парковых зон находится на личном контроле главы государства, в том числе в Александро-Невском парке и Музыкальном сквере (до 2021 — им. П.Ткаченко) в Бендерах, Екатерининском и Покровском (до 2020 года — им. С.Кирова) парках в Тирасполе, а также в парке им. Светлейшего князя П. Х. Витгенштейна в Каменке.
В марте 2021 года Вадим Красносельский рекомендовал почаще гулять на свежем воздухе, в том числе в Екатерининском парке.

#### Историческая память
Ещё будучи главой МВД, Вадим Красносельский выступил инициатором установки баннеров с изображением царской семьи со словами: «Прости, государь, чад заблудших своих». 13 февраля 2021 года на казачьем круге президент подтвердил, что и сейчас продолжает увековечивать таким образом важнейшие исторические события и личности.
В 2017 году по инициативе Вадима Красносельского в Бендерах 29 августа возродили ежегодное празднование полкового праздника Подольского 55-го пехотного полка Русской Императорской армии. Традиционно, мероприятия начинаются на военно-мемориальном комплексе у церкви Спаса Нерукотворного с возложением цветов к поклонному кресту и исполнением гимна «Боже, Царя храни!», после чего участники мероприятия крестным ходом направляются к памятнику Русской славы, перед которым проходит военный парад. Далее остальные тематические мероприятия проходят на территории Бендерской крепости и в Александро-Невском храме.
В 2020 году Вадим Красносельский выступил инициатором создания Приднестровского государственного исторического музея.

#### Социальная интеграция лиц с ограниченными возможностями
Решением Вадима Красносельского 2018 год был объявлен Годом равных возможностей. Основные направления проведения социальной политики в сфере интеграции лиц с ограниченными возможностями Вадим Красносельский зафиксировал в Стратегии развития Приднестровской Молдавской Республики на 2019—2026 годы. Президент является противником создания изолированных поселений инвалидов, в том числе наподобие израильских коммун — кибуцев.

### Внешняя политика

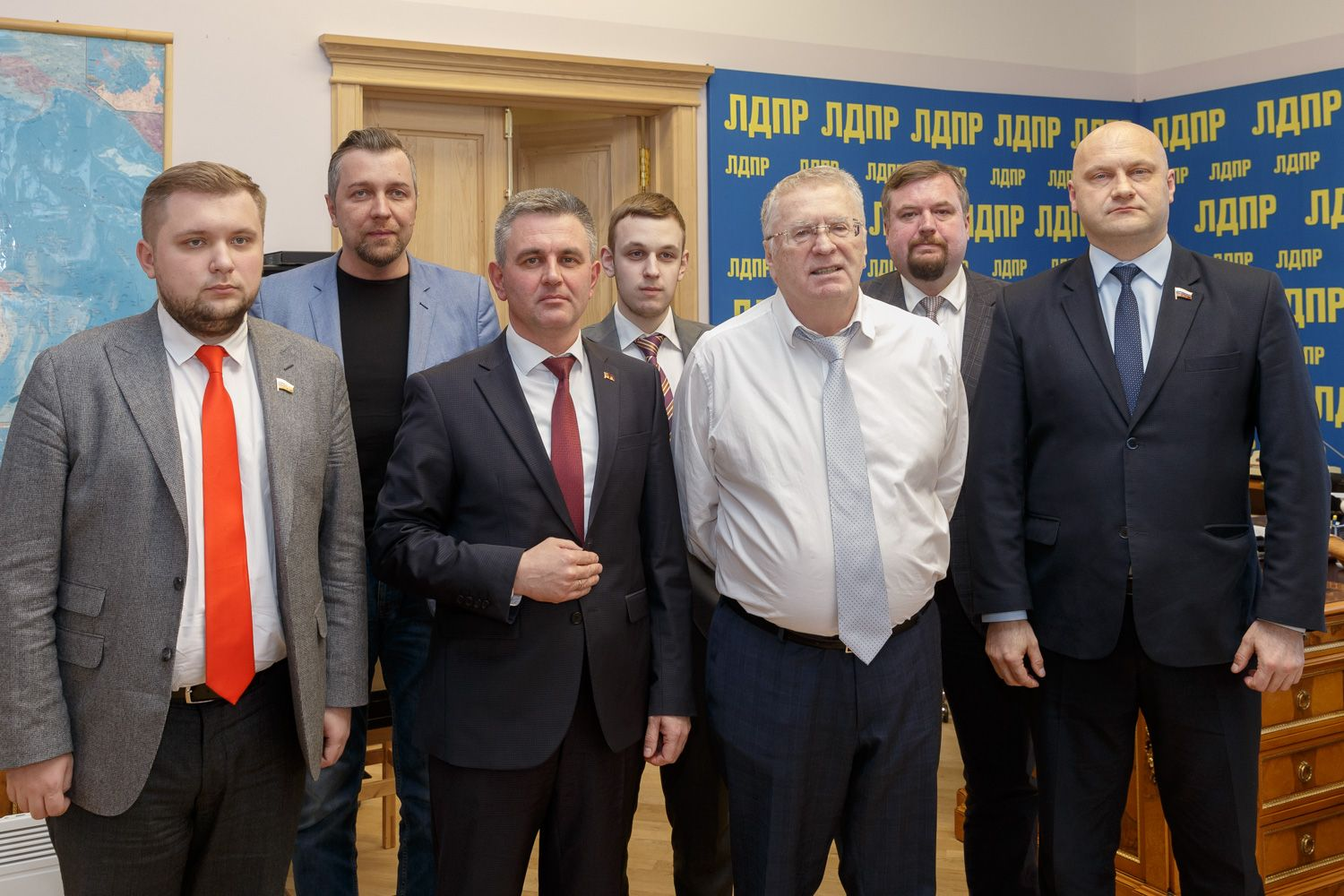
Рабочая встреча Вадима Красносельского с председателем ЛДПР Владимиром Жириновским

#### Российская Федерация
25 января 2017 года Вадим Красносельский в качестве президента Приднестровья осуществил первый зарубежный визит в Российскую Федерацию, продлившийся три дня.
21 июня 2017 года президент Приднестровья выступил на Международной конференции «Русский мир: настоящее и будущее», проходившей в Москве.
В 2018 и 2019 годах Вадим Красносельский проводил неоднократные встречи с Председателем ЛДПР Владимиром Жириновским.
22 января 2019 года в Москве по инициативе Вадима Красносельского было открыто Официальное представительство Приднестровья (г. Москва, ул. Поварская, д. 11, строение 1, каб. № 35). Решением президента дипломатическое представительство возглавил Леонид Монаков. На открытии присутствовали российские, абхазские, южноосетинские, нагорно-карабахские политические и общественные деятели, а также приднестровцы, проживающие в Российской Федерации. Осуществляя визиты в Российскую Федерацию, Вадим Красносельский, как правило, посещает представительство Приднестровья в Москве, в котором проводит приёмы и встречи.

#### Республика Молдова
4 января 2017 года в Бендерах состоялась встреча президента Приднестровья Вадима Красносельского и президента Молдовы Игоря Додона. Всего за четыре года Вадим Красносельский и Игорь Додон провели семь официальных встреч, не считая телефонных переговоров. Также главы государств совместно с семьями посетили мероприятия Дня народного единства 4 ноября в Бендерской крепости. За эти годы темами переговоров становились:

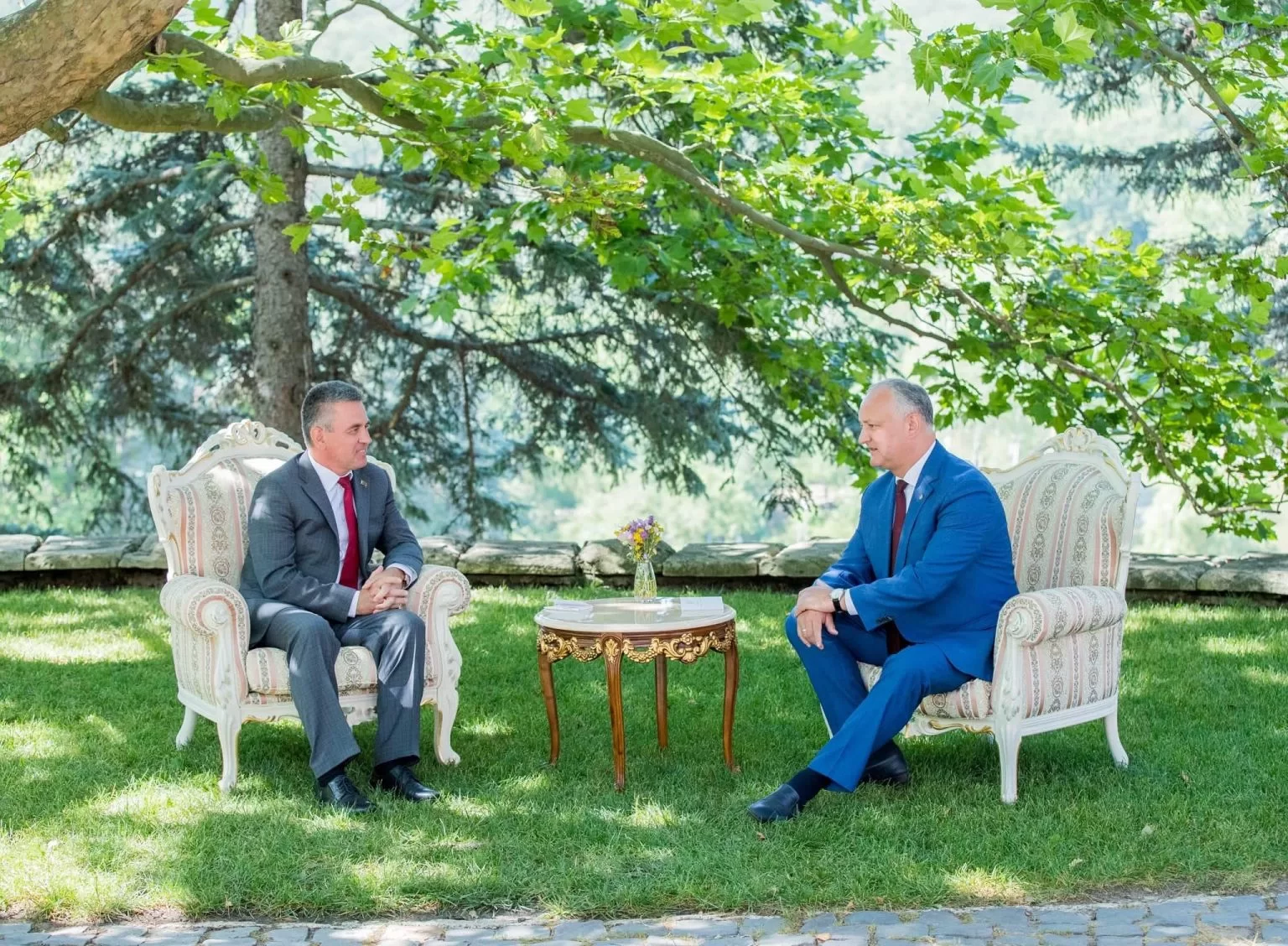
Переговоры Вадима Красносельского с президентом Молдовы Игорем Додоном в Кондрице 28 июля 2020 года

- сохранение формата миротворческой операции;
- присутствие в Приднестровье ОГРВ и будущее российских складов в селе Колбасна;
- закрытие политически мотивированных уголовных дел и свободное передвижение граждан;
- взаимное признание документов;
- вопросы телекоммуникации и связи;
- железнодорожное сообщение;
- положение русского языка в Молдове;
- функционирование в Приднестровье образовательных учреждений Молдовы на румынском языке;
- земельный вопрос в Дубоссарском районе;
- вывоз химических отходов из Приднестровья;
- ремонт магистральных дорог «М-14» и «М-21»;
- экологическое состояние Днестра;
- открытие троллейбусной линии Бендеры — Варница — Бендеры (м-н. Северный) (при участии ОБСЕ);
- совместные инфраструктурные объекты;
- подготовка к визиту Патриарха Кирилла в Молдову и Приднестровье (визит отменён);
- сохранение исторической памяти;
- участие приднестровских автомобилей в международной транспортной системе;
- банковская система;
- уместность совместного молдавско-украинского контроля на границе Украины и Приднестровья;
- борьба с COVID-19[65][66][67][68][69][70][71][72].

После победы Майи Санду на президентских выборах Молдовы Вадим Красносельский заявил о готовности к диалогу с новым президентом Молдовы, однако Майя Санду заявила, что не планирует встречаться с президентом Приднестровья.

#### ЕС, Великобритания, США, ОБСЕ
4 февраля 2017 года президент Вадим Красносельский принял делегацию ОБСЕ во главе с действующим Председателем ОБСЕ, Федеральным министром европейских, интеграционных и иностранных дел Австрийской Республики Себастьяном Курцем.
16 июня 2017 года Вадим Красносельский осуществил визит в Великобританию, в ходе которого в Министерстве иностранных дел и по делам Содружества Великобритании состоялась рабочая встреча с Директором Управления по делам Восточной Европы и Центральной Азии МИД Великобритании Николой Поллитт. Также он выступил с лекцией об историко-правовых основах приднестровской государственности в элитарном дискуссионном клубе «Оксфордский союз» при Оксфордском университете, созданном в 1823 году.
18 января 2019 года провел встречу с главой действующим Председателем ОБСЕ, главой МИД Словакии Мирославом Лайчаком.
В начале 2019 года Вадим Красносельский поручил МИД проработать возможность открытия в Брюсселе представительства Приднестровья.
17 февраля 2021 года Вадим Красносельский провел переговоры с действующим Председателем ОБСЕ, главой МИД Швеции Анн Линде. Встреча состоялась на территории Бендерской крепости, которую 313 лет назад посетил шведский король Карл XII. Вторая встреча также состоялась в Бендерах 6 октября 2021 года.

#### Содружество непризнанных государств
29 сентября 2017 года Вадим Красносельский посетил Республику Абхазия с двухдневным официальным визитом, в ходе которого был подписан новый Договор о дружбе, сотрудничестве и партнёрстве между Республикой Абхазия и Приднестровской Республикой.
26 августа 2018 года в Тирасполе на площади Суворова в присутствии Вадима Красносельского были подняты флаги Южной Осетии, Абхазии и Нагорного Карабаха.
31 августа 2020 года Вадим Красносельский принял делегацию непризнанной НКР во главе с Председателем Национального Собрания Артуром Товмасяном. В ходе рабочей встречи стороны обсудили предстоящее открытие торгового представительства Приднестровья в Нагорном Карабахе.

### Президентские выборы (2021)
12 сентября 2021 года на праздновании Дня Благоверного князя Александра Невского в Бендерской крепости после православного молебна Вадим Красносельский объявил о намерении баллотироваться на второй президентский срок. На праздничных мероприятиях главе государства также вручили памятный знак в честь Дроздовского похода Белой армии в 1918 году. При этом, комментируя своё выдвижение, Вадим Красносельский заявил: 
Нельзя останавливаться на полпути, нужно двигаться вперёд. И я считаю своим долгом продолжить начатое. 
16 сентября на IV съезде Союза промышленников, аграриев и предпринимателей был официально выдвинут в качестве кандидата на президентские выборы 2021 года.
20 сентября Вадим Красносельский подал документы в ЦИК ПМР и приступил к сбору подписей.
27 октября ЦИК Приднестровья зарегистрировал Вадима Красносельского в качестве кандидата на президентский пост. Он стал первым, кто собрал необходимое количество подписей.
Вадим Красносельский получил активную поддержку на российских правых информационных ресурсах, в том числе среди русских православных монархистов и консерваторов. Популярным стал слоган: «Генерал. Монархист. Христианин» с использованием символики Российской Империи и Белого движения.
12 декабря 2021 года по результатам выборов был всенародно избран президентом ПМР на второй срок, одержав победу в первом туре над предпринимателем Сергеем Пынзарем и набрав 79,4 % голосов избирателей (113 620 человек).
17 декабря 2021 года на торжественном мероприятии, проводимом в Приднестровском государственном театре драмы и комедии имени Н. С. Аронецкой, официально вступил в должность президента ПМР на второй президентский срок.

## Политические взгляды, мировоззрение, отношение к религии

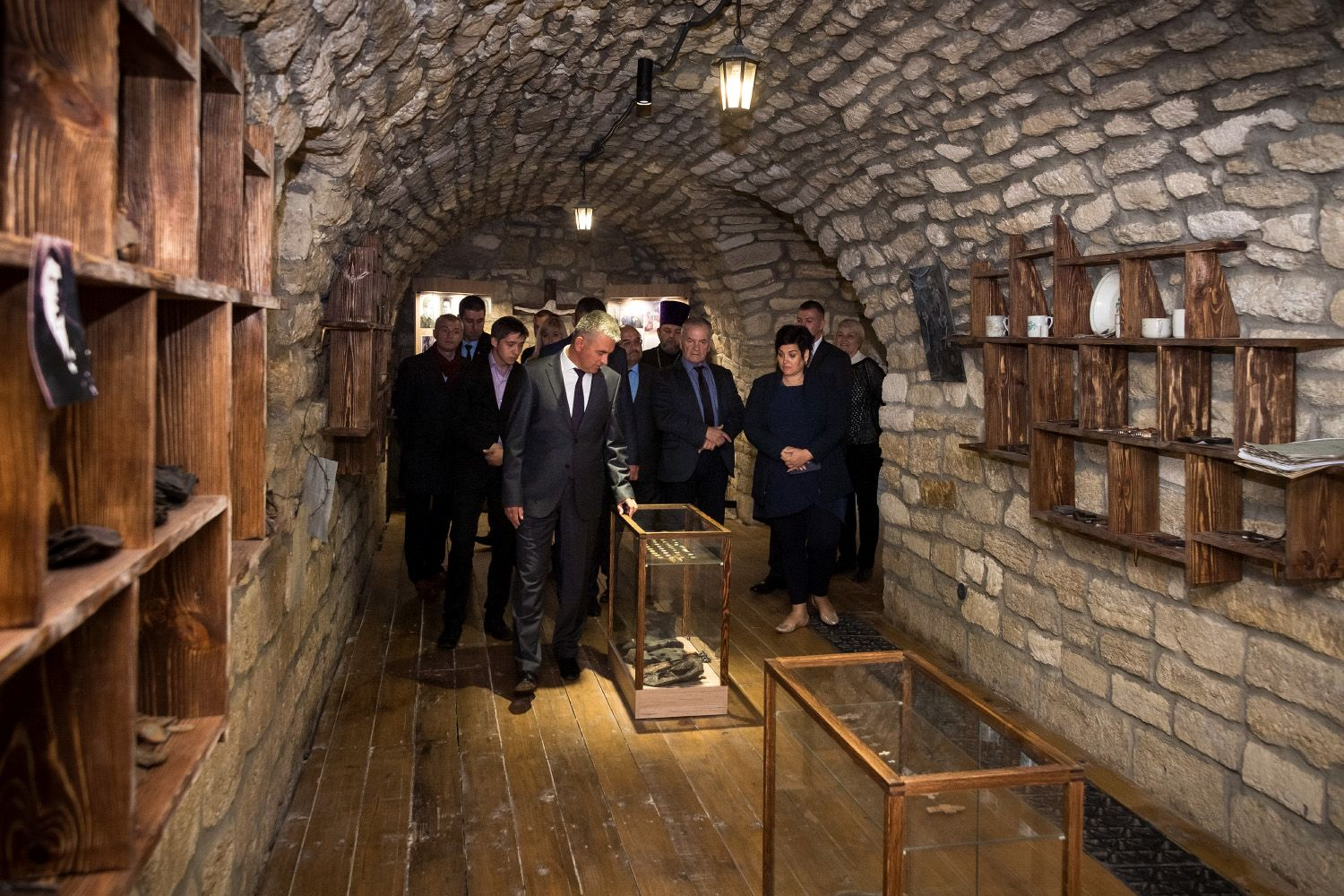
Вадим Красносельский в музее жертв политических репрессий в Тирасполе

По политическим взглядам Вадим Красносельский является конституционным монархистом. О своих политических предпочтениях политик говорил ещё во время предвыборной президентской кампании. Со слов главы государства, политические взгляды у него сформировались давно:

Я по натуре своей монархист. С юности у меня были строго выстроенные монархические взгляды.

Я приверженец монархизма, ограниченного конституционного монархизма, и беру за основу опыт Российской империи.

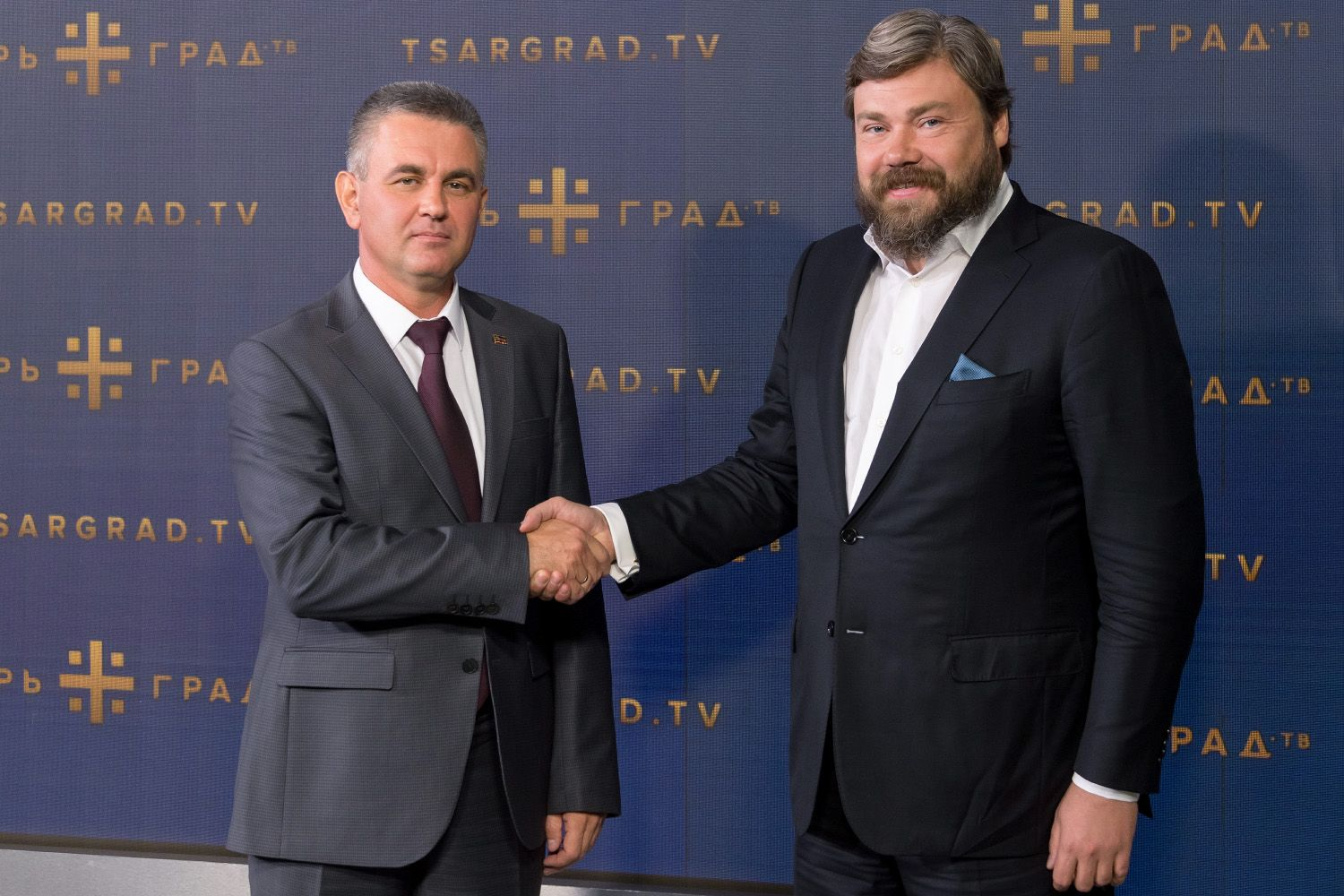
Вадим Красносельский и Константин Малофеев

Октябрьскую социалистическую революцию 1917 года характеризует как «катастрофу», а большевиков определяет как «предателей» и «узурпаторов». Является инициатором создания первого в Приднестровье музея жертв политических репрессий. Политику расказачивания расценивает как «геноцид по классовому признаку». Придерживается мнения, что в Приднестровье коммунистами был организован Голодомор. Поддержал и поручил проработать установку в Бендерах памятника жертвам советских репрессий.
Для Вадима Красносельского примерами являются генералиссимус Александр Суворов, император Александр III и премьер-министр Пётр Столыпин. Также позитивно высказывался об одном из лидеров Белого движения полковнике Михаиле Дроздовском.
Проводит политику возвращения приднестровским городам их дореволюционных флагов и гербов. Советскую символику глава государства считает неактуальной.

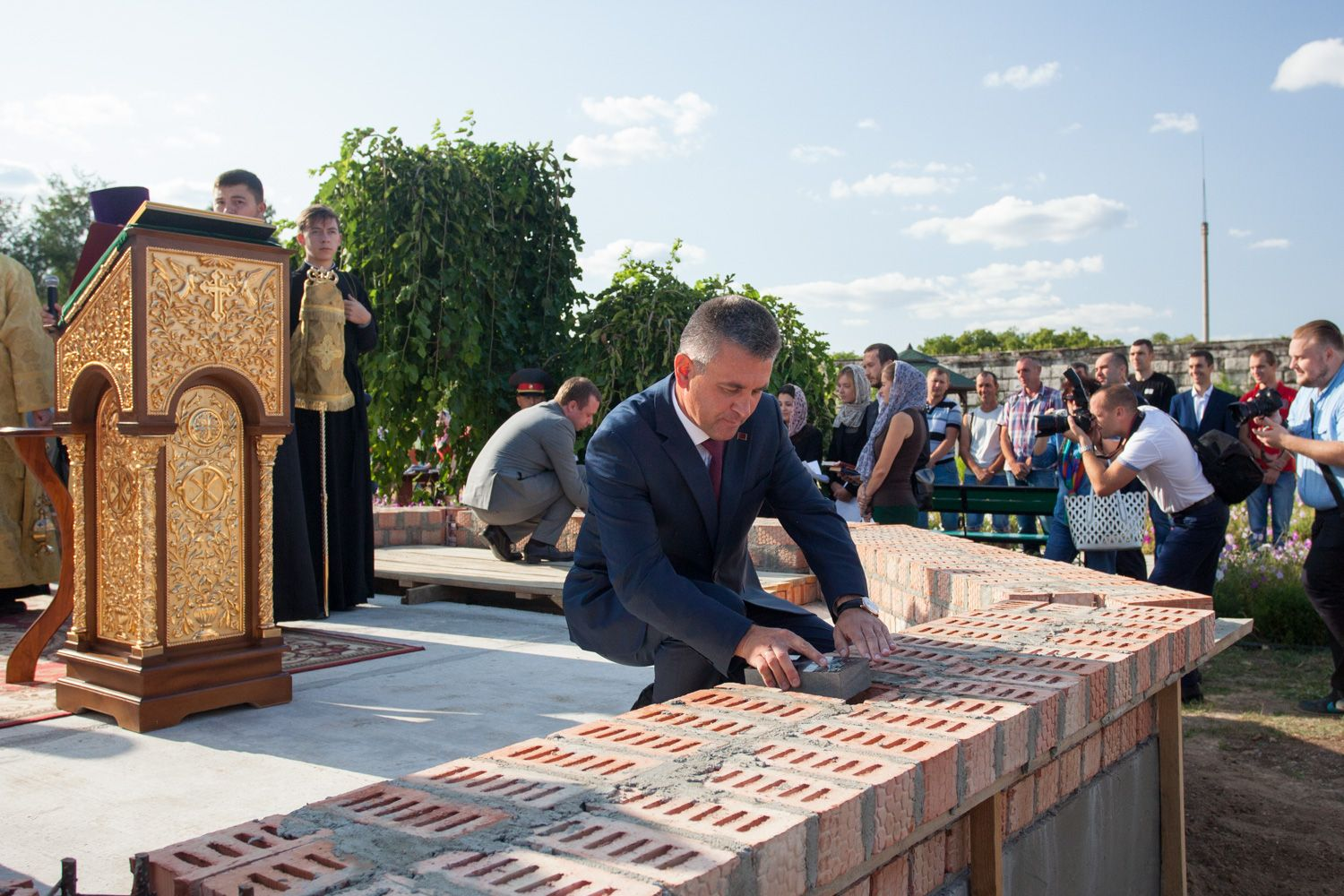
Вадим Красносельский закладывает часовню в честь Святых Царственных мучеников

Особое место в выступлениях Вадима Красносельского занимает историческая роль Русской Императорской армии и российских миротворцев в обеспечении стабильности в регионе. Инициировал возрождение ежегодного празднования праздника Подольского 55-го пехотного полка Русской Императорской армии, дислоцировавшегося на территории города Бендеры.
Глава государства активно занимается изменением туристического образа Приднестровья. Он считает, что Приднестровье должно ассоциироваться не с «осколком СССР» и советскими памятниками, а с позитивными образами. Так, на территории Бендерской крепости был снесён памятник В. И. Ленину.
Президент Приднестровья является сторонником свободного Интернета. Выступает против блокировки интернет-ресурсов. В мае 2017 года были разблокированы все сайты, заблокированные в мае 2013 года во время президентства Евгения Шевчука.
Выступает за сохранение традиционных семей, основанных на браке между мужчиной и женщиной. В качестве идеала Вадим Красносельский видит большие и крепкие семьи Российской империи.
Во время своего президентства возродил проведение новогодних балов, в которых принимает участие с супругой.

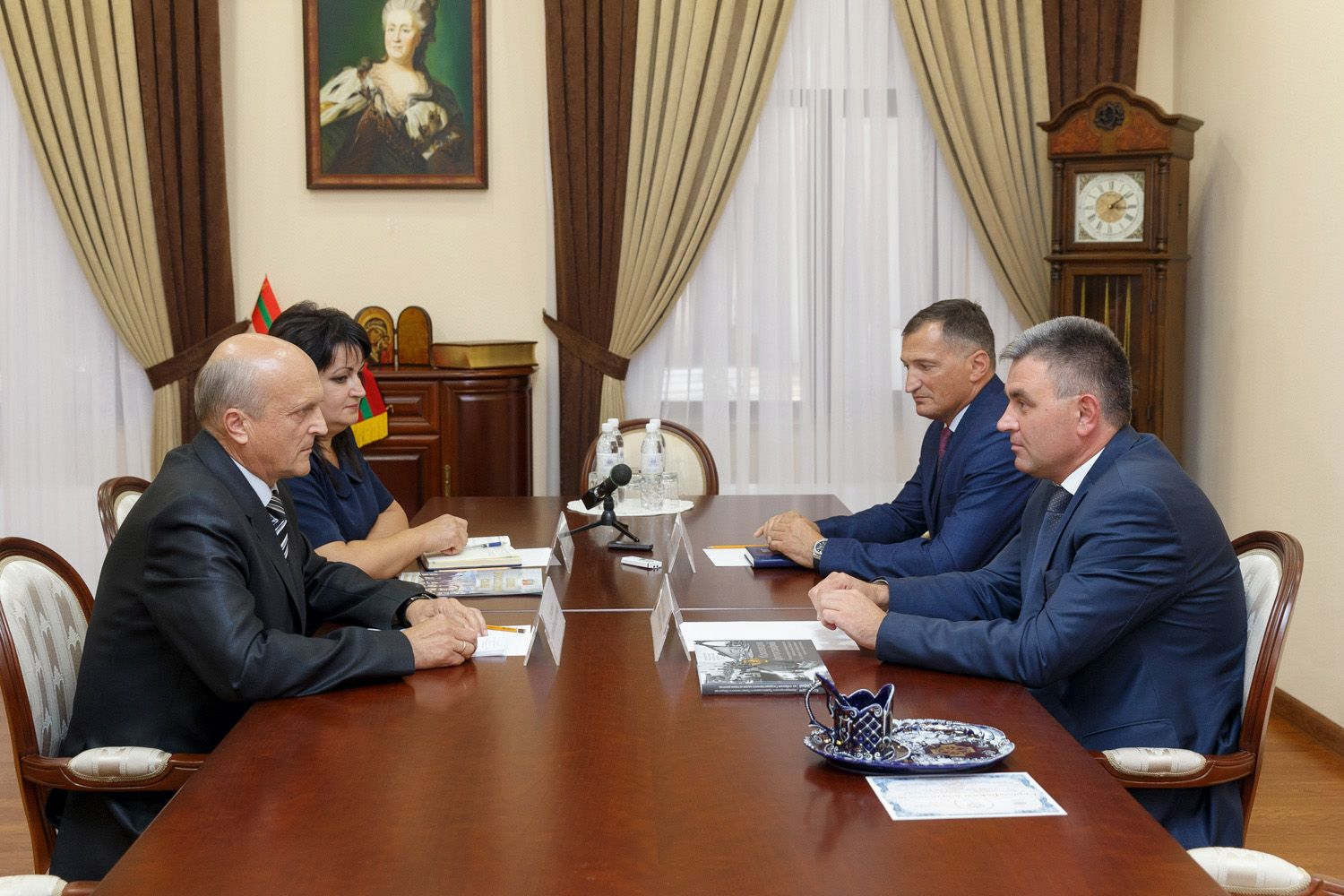
Вадим Красносельский и делегация Императорского Православного Палестинского Общества (ИППО)

Православный христианин. Оказывает последовательную поддержку Русской Православной Церкви и местной Тираспольско-Дубоссарской епархии. На протяжении всего президентского срока получает положительные оценки от архиепископа Саввы, митрополита Кишиневского и всея Молдовы Владимира и Патриарха Московского и всея Руси Кирилла.
Выступил инициатором строительства часовни в честь царской семьи Николая II в Бендерах и часовни на месте взорванного в советское время Покровского храма в Тирасполе. Подвергает резкой критике религиозную политику в СССР:

В трёх поколениях пытались истребить в нас веру в Бога, заставить забыть историю, своих предков, свои корни. Не получилось!
Вадим Красносельский является сторонником права граждан на оружие и повышения его доступности. Глава Приднестровья считает, что преступники и без того приобретут оружие незаконным способом, поэтому необходимо дать возможность законопослушным гражданам вооружаться для самообороны:

 То оружие, которое у нас могут купить граждане, за всю историю его реализации гражданам ни один нарезной ствол не участвовал в криминальных сводках. То оружие, которое приобретают люди, не участвовало в преступлениях… Надо продавать оружие для защиты. Те, кто приобретают оружие не для защиты, у того оно и так есть. Человеку надо защититься, надо дать такую возможность. 

## Критика
Президент Приднестровья Вадим Красносельский регулярно подвергается критике со стороны Приднестровской коммунистической партии и левых общественников, а также в газетах «Правда Приднестровья» и «Голос народа». Неоднократно с критическими высказываниями в адрес Вадима Красносельского выступали КПРФ и Союз коммунистических партий — КПСС.
Также Вадим Красносельский регулярно подвергается резкой критике со стороны унионистов и молдавских военных. Так, 2 февраля 2020 года на протестах в Кишинёве Василию Снегуру, одному из участников митинга, показалось, что в вестибюле здания Правительства Молдовы находятся 1-й президент Приднестровья Игорь Смирнов и действующий президент Приднестровья Вадим Красносельский, в связи с чем протестующий разбил входную дверь в здание, но так и не нашёл там приднестровских политиков. В Молдове на хулигана завели уголовное дело.

## Семья
- Супруга — Светлана Красносельская, филолог, работала преподавателем русского языка и литературы[115]
- Сын — Иван, программист[115]
- Дочери — Женевьева и София[115]

Также Вадим Красносельский имеет двух внуков.

## Факты

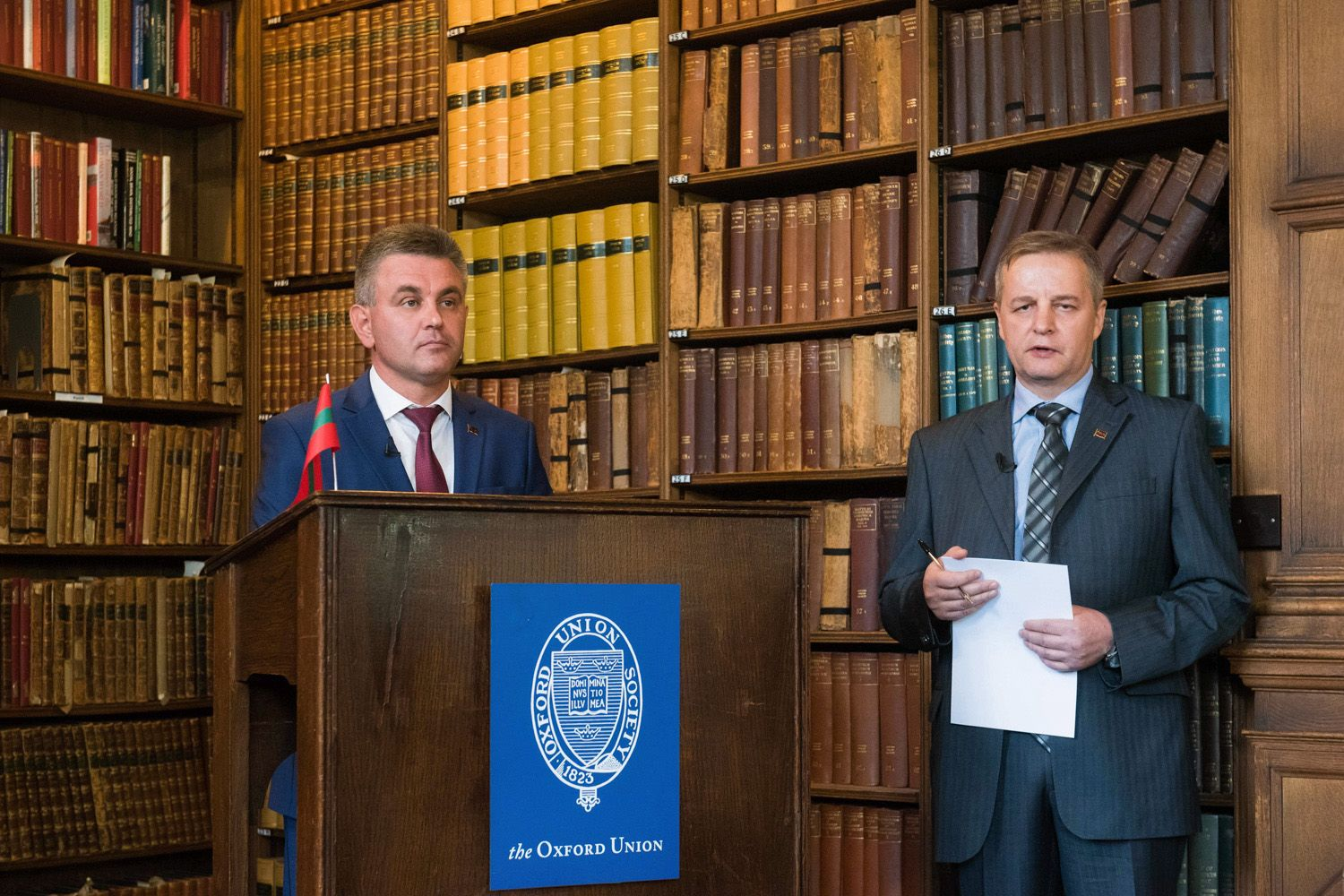
Выступление Вадима Красносельского в качестве приглашённого гостя в Оксфордском университете

- Выступление Вадима Красносельского в качестве приглашённого гостя в Оксфордском университете Президент Приднестровья Вадим Красносельский в ходе голосования был удостоен звания «Монархист года — 2018»[117][118] и «Монархист года — 2019»[119][120][значимость факта?].
- В 2017 году выступил в дискуссионном клубе «Оксфордский союз» при Оксфордском университете, созданном в 1823 году[121].
- Кандидат в мастера спорта СССР по академической гребле, почётный президент Федерации гребного спорта Приднестровья[122].
- Председатель Приднестровского исторического общества[123].
- В кабинете президента размещены бюсты Екатерины II, Николая I, Александра II, Николая II, премьер-министра Петра Столыпина, полководца Александра Суворова, а также икона Св. страстотерпца Николая II и черно-желто-белый флаг Российской империи[124].
- Вадим Красносельский имеет аккаунт в Telegram[125].

## Награды и почётные звания

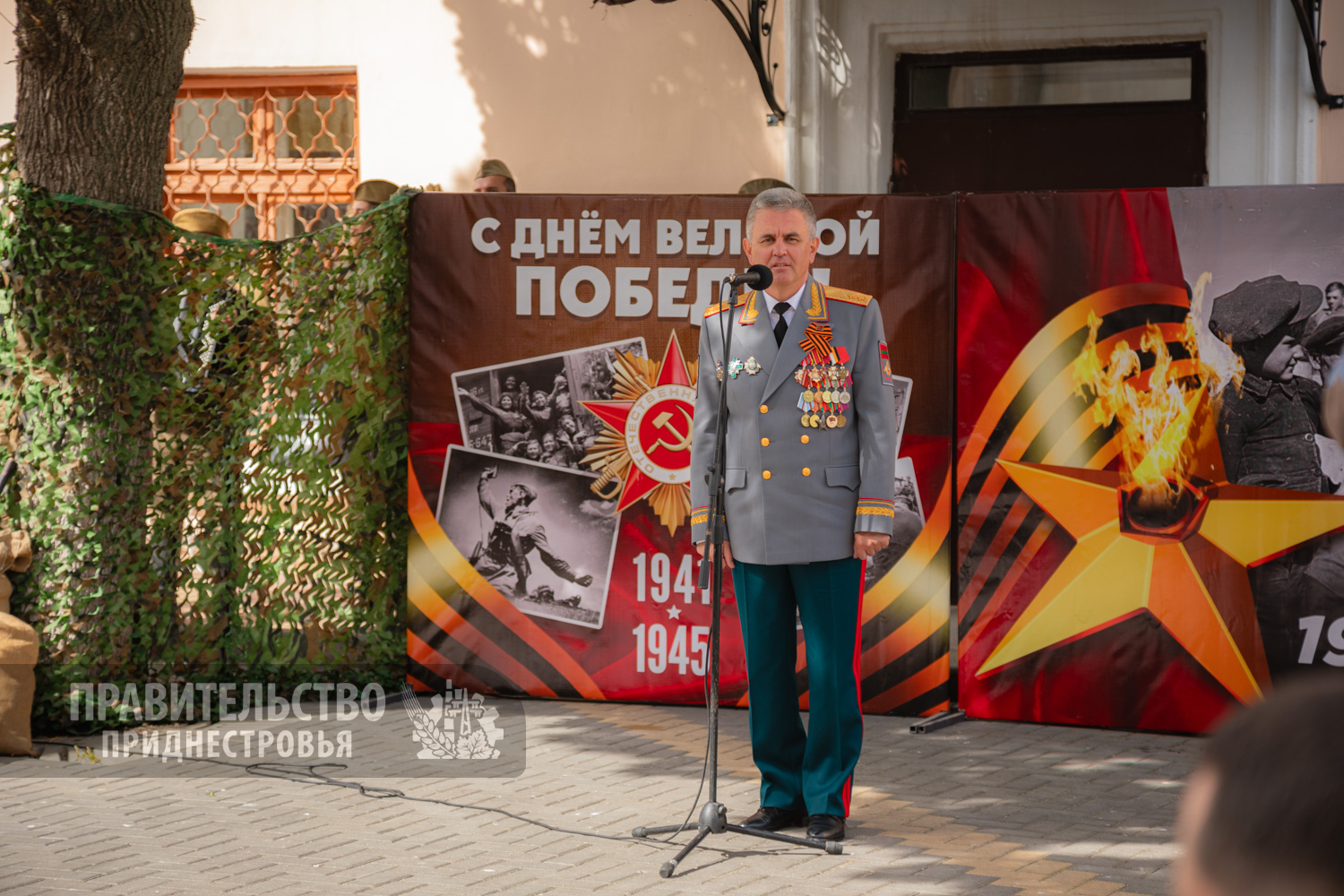
Вадим Красносельский в парадном мундире (2024 год)

### Государственные
- Орден «За личное мужество» (19 августа 2005 года) — за большой вклад в становление и развитие Приднестровской Молдавской Республики, активную общественную и профессиональную деятельность и в связи с 15-й годовщиной со дня образования Приднестровской Молдавской Республики[126]
- Медаль «За боевые заслуги» (29 октября 2004 года) — за мужество, высокий профессионализм, проявленные при исполнении служебного долга, и в связи с Днём милиции[127]
- Медаль «За безупречную службу» II степени (30 октября 2008 года)— за добросовестное исполнение служебного долга, высокий профессионализм и в связи с Днём милиции[128]
- Медаль «За безупречную службу» III степени (4 ноября 2003 года) — за добросовестное исполнение служебных обязанностей, высокий профессионализм и в связи с Днём милиции[129]
- Медаль «За трудовую доблесть» (13 апреля 2010 года)[130]
- Орден «За заслуги» II степени 2011 год [источник не указан 4228 дней].
- Почётный гражданин города Бендеры[131].
- Медаль «30 лет приднестровской юстиции»[132].
- Медаль «20 лет РКК МВД ПМР им. св. князя Г. А. Потемкина-Таврического»[133].
- Юбилейный знак «30 лет Верховному Совету ПМР»[134][135]

### Церковные

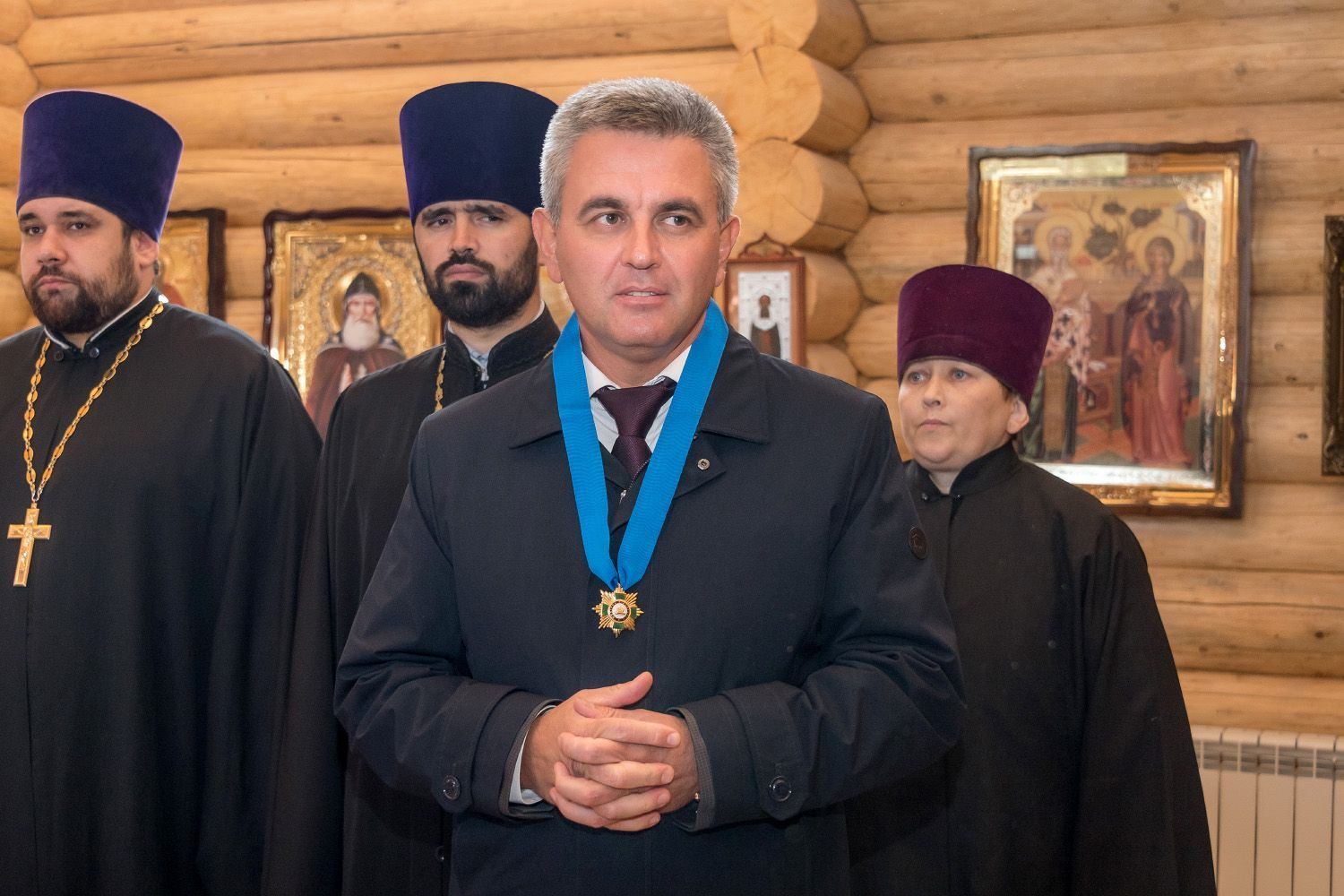
Вадим Красносельский на вручении ордена «За заслуги перед Церковью» I степени в храме во имя Новомучеников и исповедников Церкви Русской

- Орден «Святого Даниила Московского» III степени РПЦ 2008 год[136].
- Орден «Святого Паисия Величковского» РПЦ[137].
- Орден «За заслуги перед Церковью» I степени РПЦ 2019 год[138].
- Медаль «Святителя Иоанна Златоуста» I степени РПЦ 2021 год[139].
- Медаль «Святителя Тихона Патриарха Всероссийского»[140]

### Общественные
- Кавалер ордена Св. Анны II степени (6.10.2008 — указ № 5/АІІ-АІІI-2008, грамота № 18/AIII-2008, подписаны в Мадриде) Грамота и орден вручены директором Канцелярии Е. И. В. во время посещения Приднестровья, 7.10.2008.[141]
- Орден «Святого Николая Чудотворца» III степени Российского Императорского Дома 2009 год[136].
- Орден «За службу казачеству» 2019 год[142].
- Почётное звание «Монархист года — 2018»[117][118] и «Монархист года — 2019»[119][120].
- Почётный Президент Федерации гребного спорта Приднестровья[143].
- Медаль имени Е. М. Примакова (2021, Императорское православное палестинское общество)[144].
- Знаки «100-летие Дроздовского похода» и «100 лет Бредовскому походу»[145].
- Диплом (МИА «Россия сегодня»)[146].